# Lambecker Mühle
Lambecker Mühle ist eine Ortschaft in Radevormwald im Oberbergischen Kreis im nordrhein-westfälischen Regierungsbezirk Köln in Deutschland.

## Lage und Beschreibung

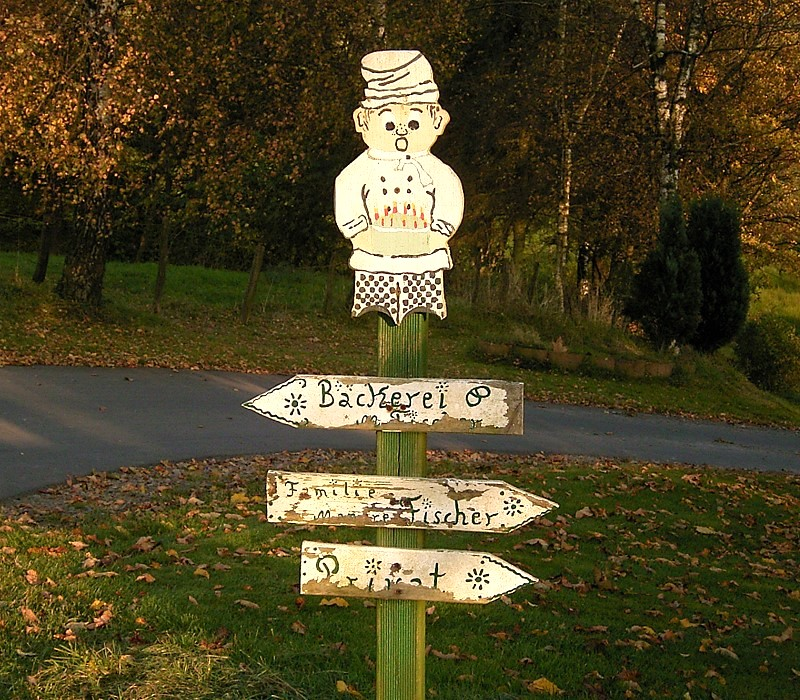
Hinweistafel im Ort Lambecker Mühle

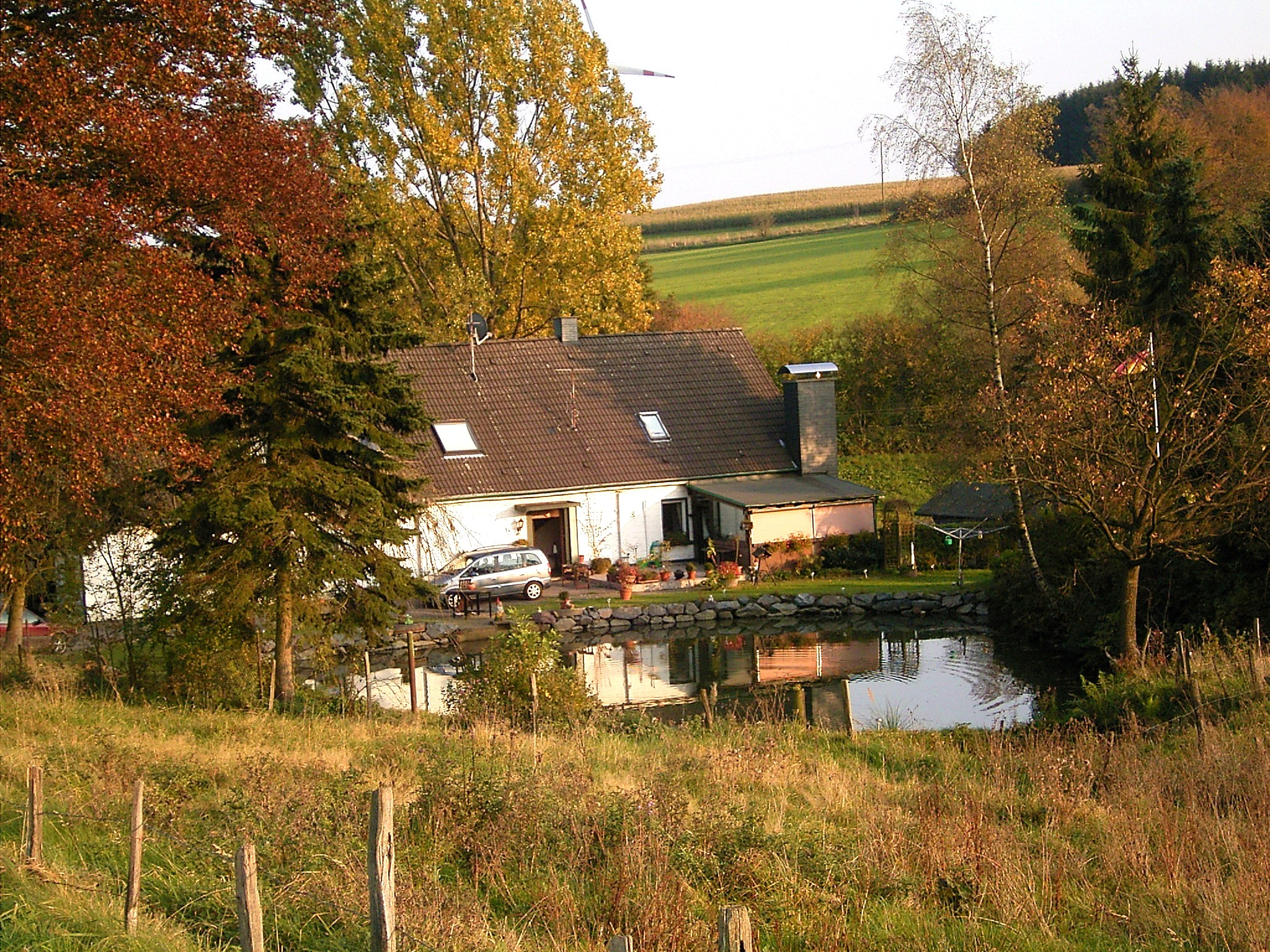
Teich und Gebäude in Lambecker Mühle

Der Ort liegt im Norden des Stadtgebiets. Die Nachbarorte sind Milspe, Lambeck, Feckinghausen und Wönkhausen.
In einem Umkreis von etwa 300 Meter um Lambecker Mühle herum befinden sich die Quellen zweier Nebengewässer des in die Heilenbecketalsperre mündenden Baches Heilenbecke, der im Oberlauf auch Lambecke genannt wird.
Politisch wird der Ort durch den Direktkandidaten des Wahlbezirks 170 im Rat der Stadt Radevormwald vertreten.

## Geschichte
Aus der Liste „Vergleichende Übersicht über die Veranlagung der Mühlen in den Jahren 1872 und 1873“ der Stadt Radevormwald geht hervor, dass eine Wassermühle zum Mahlen von Getreide in Lambecker Mühle betrieben wurde. Der damalige Müller hatte nach dieser Aufstellung 26 Taler Gewerbesteuer für das Jahr 1872 zu entrichten.